# JSM Challenger 2003
Il JSM Challenger 2003 è stato un torneo di tennis facente parte della categoria ATP Challenger Series nell'ambito dell'ATP Challenger Series 2003. Il torneo si è giocato a Champaign negli Stati Uniti dal 17 al 22 novembre 2003 su campi in cemento indoor.

## Vincitori

### Singolare
Paul Goldstein ha battuto in finale  Brian Vahaly con il punteggio di 6–3, 6–1.

### Doppio
Travis Parrott /  Bruno Soares hanno battuto in finale  Brian Baker /  Rajeev Ram con il punteggio di 4–6, 6–4, 6–1.